# Adam

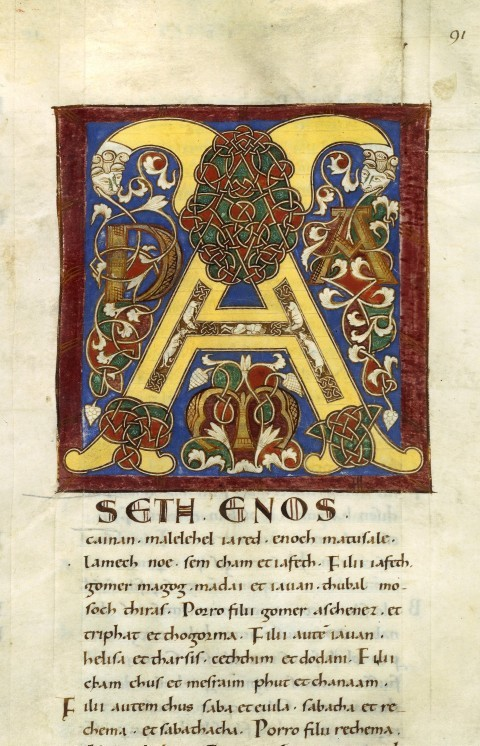
Iniciála ADAM, Druhá bible ze St Marciala, Limoges (kolem 1100)

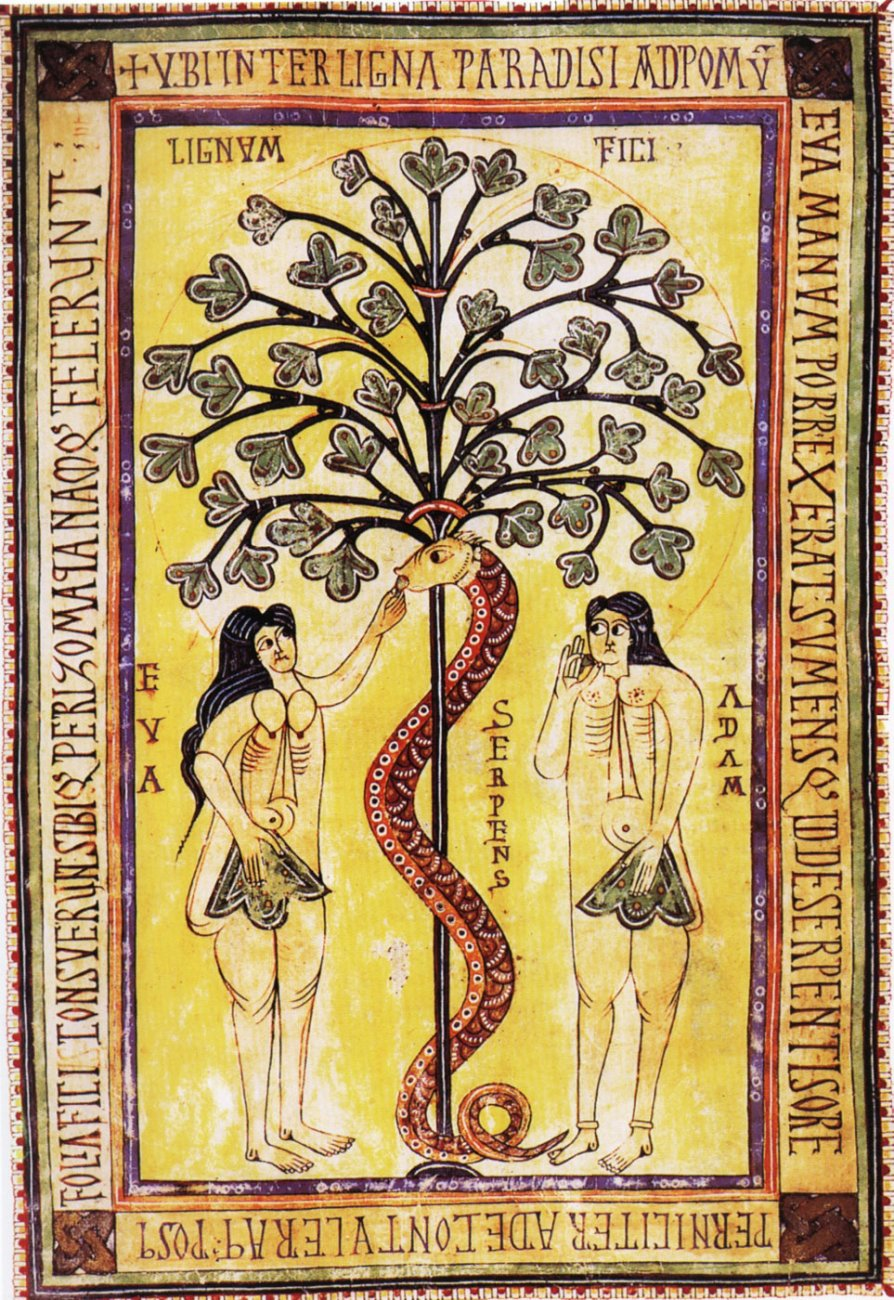
Adam a Eva s hadem. (Codex Aemilinanesis, Španělsko 994)

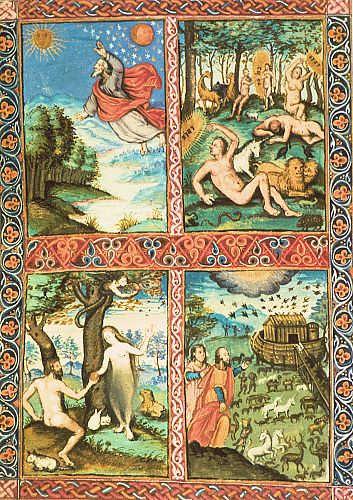
Stvoření světa, Adama a Evy. Arménský rukopis, 1619

Adam byl podle Bible první člověk, společný předek celého lidstva a všech lidí. Hebrejské slovo אדם Ádám znamená člověk, takže překladatelé Bible se musejí rozhodovat, kdy toto slovo mají považovat za vlastní a kdy za obecné jméno. Kniha Genesis zpočátku mluví o stvoření člověka (Gn 1, 26 (Kral, ČEP) a násl., Gn 2, 7 (Kral, ČEP) a násl.) a s postupem vyprávění patrně přechází k osobě – Adamovi. Biblické překlady se liší v tom, kam tento přechod (který v hebrejštině neexistuje) umístí. V Gn 1 užívají všechny překlad „člověk“, některé staré překlady uvádějí jméno Adam už v Gn 2, 20 (Kral, ČEP), moderní překlady většinou až v Gn 3, 17 (Kral, ČEP). Adam-člověk je tak zároveň zástupcem celého pozdějšího lidstva a celé lidstvo je v něm symbolicky obsaženo.

## Adamův biblický příběh
Adamův příběh je tak zároveň příběhem člověka vůbec. Bible to ještě zdůrazňuje tím, že jeho stvoření popisuje dvakrát a v Gn 5, 2 (Kral, ČEP) ještě stručně shrnuje. Šestého dne se Bůh rozhodl stvořit člověka, „aby byl naším obrazem podle naší podoby“ (Gn 1, 26 (Kral, ČEP)), a to jako muže a ženu, a svěřil mu vládu nad zemí. Podle Gn 2, 7 (Kral, ČEP) byl člověk-Adam stvořen jako muž a postaven do krásné zahrady Eden.
Hospodin Bůh postavil člověka do zahrady v Edenu, aby ji obdělával a střežil.
Genesis 2,15
Teprve dodatečně dostal ženu-Evu jako „pomoc sobě rovnou“ a od toho se odvine drama jeho pádu.
I uvedl Hospodin Bůh na člověka mrákotu, až usnul. Vzal jedno z jeho žeber a uzavřel to místo masem. A Hospodin Bůh utvořil z žebra, které vzal z člověka, ženu a přivedl ji k němu. Člověk zvolal: „Toto je kost z mých kostí a tělo z mého těla! Ať muženou se nazývá, vždyť z muže vzata jest.“ Proto opustí muž svého otce i matku a přilne ke své ženě a stanou se jedním tělem. Oba dva byli nazí, člověk i jeho žena, ale nestyděli se.
Gn 2,21-25
Podle Gn 2, 16 (Kral, ČEP) Hospodin Adamovi zakázal jíst ze „stromu poznání dobrého a zlého“. Když Eva i Adam zákaz porušili, Hospodin je vyhnal ze zahrady a potrestal tím, že budou muset pracovat, rodit děti v bolestech a nakonec zemřít. Přesto je podle Gn 3, 21 (Kral, ČEP) Hospodin oblékl a verš Gn 3, 15 (Kral, ČEP) chápou křesťané jako příslib záchrany v Kristu.

### Potomci
Adamovi nejznámější synové se jmenovali Kain a Ábel. Jejich příběh je popsán ve 4. kapitole Genesis. Zemědělec Kain žárlil na mladšího pastevce Ábela, který přinesl Bohu dobrou oběť, a zabil ho. Podle Gn 5, 3 (Kral, ČEP), když bylo Adamovi 130 let, zplodil syna Šéta a po něm další syny a dcery, které Bible nezmiňuje jménem. Podle Knihy jubileí Adam a Eva zplodili ještě Avanu (kterou si vzal za ženu Kain), Azúru (kterou si vzal za ženu Šét) a dalších 9 dětí. Podle Gn 5,5 Adam zemřel ve věku 930 let.
5. kapitola knihy Genesis pak vypočítává Adamovy mužské potomky či patriarchy a uvádí jejich stáří. Z těchto údajů se až do 18. století vypočítávalo stáří Země. V desáté generaci pocházel od Adama Noe, který se stal po potopě novým praotcem lidstva. V Gn 9, 1 (Kral, ČEP) Hospodin opakuje slova „Ploďte a množte se a naplňte zemi“ a s Noemem uzavírá první smlouvu, na kterou pak naváží smlouvy s Abrahámem a s Mojžíšem.
Vyvrcholením této postupné záchrany lidstva je pak pro křesťany život a smrt Ježíše Krista, jehož rodokmen v Lukášově evangeliu sahá až k Adamovi (Lk 3,23–38). V listech apoštola Pavla se pak Kristus staví proti Adamovi jako ten, kdo napravil Adamovo provinění (viz např. Ř 5, 14 (Kral, ČEP), 1Kor 15, 45 (Kral, ČEP) a násl.).
Jako v Adamovi všichni umírají, tak v Kristu všichni dojdou života.
1. Korintským 15,22

## Apokryfní zdroje

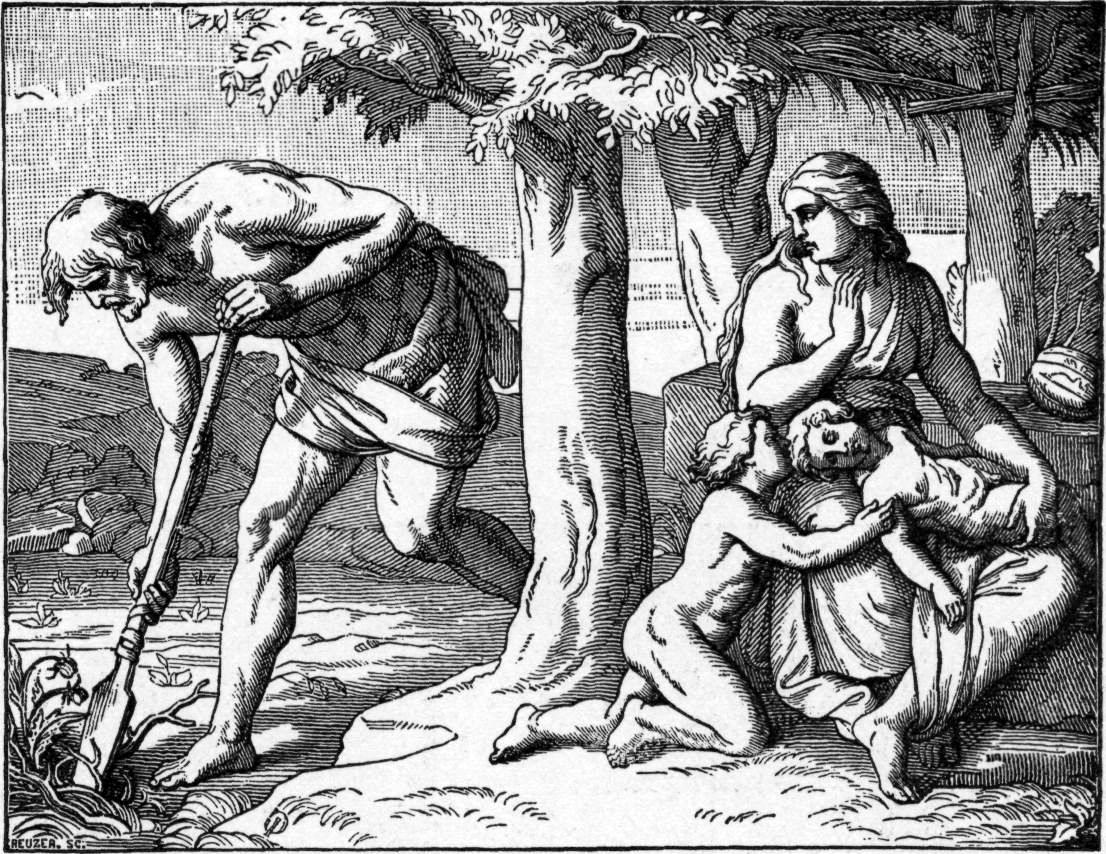
Adam a Eva po vyhnání z ráje

O Adamovi pojednává několik různých starozákonních apokryfů (pseudepigrafů). Obsahují především detaily o Pádu ze zahrady Eden a životě po vyhnání ze zahrady.

### Adamův křest
Několik pozdějších a patrně křesťanských spisů tvrdí, že Adam byl po odchodu ze zahrady Eden pokřtěn (ponořen ve vodě na symbol očištění). Například slovanská verze „Života Adama a Evy“. V něm jde Praotec lidí k Jordánu a jeho žena zase k řece Tigris. Tam se velkým kamenem zapřou uprostřed řeky a doslova se „odějí vodou jako pláštěm“.Apokryf uvádí, že Adam byl ponořen až po vlasy na své hlavě, tedy celý.
O Adamově křtu hovoří také mandejský fragment, nazvaný jednoduše „Křest Adama“, nebo mormonská Kniha Mojžíš z 19. století.
A stalo se, když Pán mluvil s Adamem, naším otcem, že Adam zvolal k Pánu a byl uchopen a unesen Duchem Páně a byl snesen do vody a byl položen pod vodu a byl vynesen z vody. A tak byl pokřtěn a sestoupil na něj Duch Boží, a tak byl zrozen z Ducha, a stal se obživeným ve vnitřním člověku. A uslyšel hlas s nebe řkoucí: Jsi pokřtěn ohněm a Duchem Svatým. Toto je svědectví Otce a Syna, od nynějška nadále a na věky.
Mojžíš 6,64–66

## Mormonský Adam

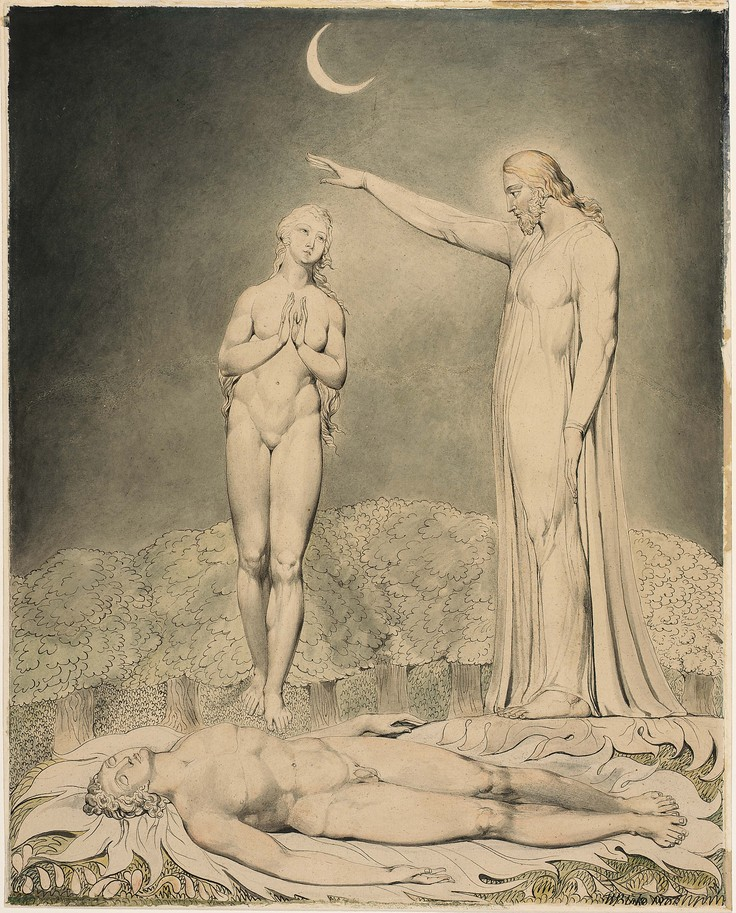
L. Butts, Stvoření Evy z Adamova žebra (Gn 2,21n)

V mormonismu (americkém odvětví křesťanství) hraje postava Adama výraznou úlohu. Je středobodem mormonského katechismu a hlavní postavou chrámového obřadu Obdarování, kterým by měl projít každý dospělý člen mormonské církve. Každý mužský člen při tomto rituálním dramatu prožívá Adamův příběh (každý mužský člen hraje roli Adama, zatímco každá žena roli Evy).

### Adam jako Michael
Mormonismus také učí, že Adam je totožný s archandělem Michaelem a že spolu s Jehovou stvořil tento svět, jak je popsáno v Knize Abraham. V rané mormonské teologii se věřilo, že Adam nebyl člověkem, stvořeným na této planetě, nýbrž bohem, který se původně zrodil na odlišné Zemi (viz teorie Adama Boha).
Mormonský prorok Joseph Smith také po Adamovi pojmenoval americké údolí (Adam-ondi-Ahman), v němž se podle mormonského učení první člověk rozloučil se svými potomky než zemřel. Postava Adama vystupuje také v dalším z mormonských apokryfů/pseudepigrafů, Knize Mojžíš.

### Adamův oděv
Mormonismus také věří v tradici posvátného oděvu, který Adamovi zhotovil Jehova. Mormoni nosí podobný rituální oděv pod každodenním oblečením (viz Oděv při obřadu Obdarování). Adamův oděv vystupuje i v příběhu o Noem a jeho synu Chámovi.

### Pozitivita Pádu
Mormonismus učí, že Pád z rajské zahrady Eden byl nutným krokem, který vedl k rozvoji lidstva, nikoliv jeho zániku.
A nyní vizte, kdyby Adam neučinil přestupek, nepadl by, ale zůstal by v zahradě Eden. A vše, co bylo stvořeno, by muselo zůstati v témže stavu, v jakém to bylo poté, co to bylo stvořeno; a muselo by to zůstati na věky a nemíti žádného konce. A oni by neměli žádných dětí; pročež by zůstali ve stavu nevinnosti, nemajíce žádné radosti, neboť neznali žádné bídy; nečiníce žádného dobra, neboť neznali žádného hříchu. Ale vizte, vše bylo učiněno moudrostí toho, který zná vše. Adam padl, aby lidé mohli býti; a lidé jsou, aby mohli míti radost.
Kniha Mormonova, 2. Nefi 2:22–25
Myšlenka pozitivního dopadu vyhnání z ráje figuruje nejen v Knize Mormonově, ale také v mormonské Knize Mojžíš, obsažené v Drahocenné perle.
A Eva, manželka jeho, slyšela všechny tyto věci a radovala se řkouc: „Kdyby nebylo našeho přestupku, nikdy bychom neměli potomstvo a nikdy bychom neznali dobré a zlé a radost svého vykoupení a věčný život, který Bůh dává všem poslušným.“
Kniha Mojžíš 5:11

## Adam v islámu

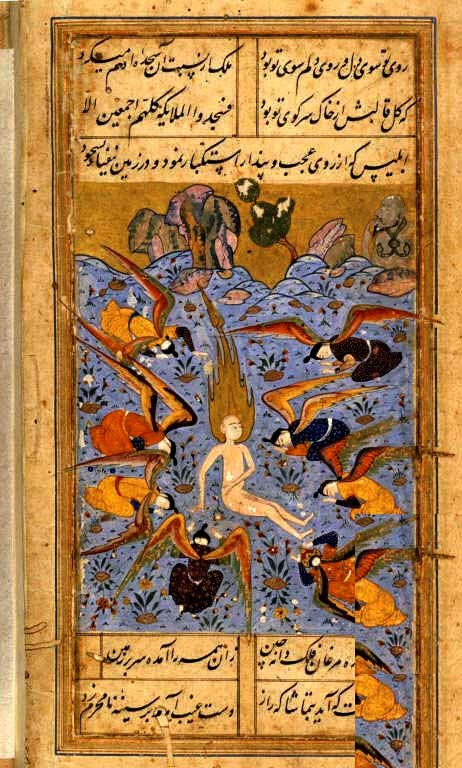
Adam, uctívaný anděly

Podle Koránu byl prvním stvořeným člověkem Adam. Je nazýván „náměstkem Božím na zemi“ a byl postaven nad všechny anděly. Ti měli za úkol se mu poklonit, což odmítl pouze jediný – Iblís (islámský Lucifer, jenž patřil mezi džiny, ale byl společně s anděly pro jeho nadměrné uctívání). Za tuto vzpouru byl Iblís svržen z nebe a nazván „nevěřícím“ (káfirem). Stal se Satanem a přísahal Bohu, že se pokusí zničit Adama i všechny jeho potomky. Korán také zaznamenává stížnosti andělů ohledně lidské rasy, která podle nich měla na zemi přinést krveprolití a zkázu. Taktéž se zmiňuje, že Adam byl stvořen z hlíny, zatímco Iblís (a ostatní džinové) byli stvořeni z ohně.
A člověka z hlíny podobné hrnčířské stvořil a džiny z plamene bezdýmného vytvořil.
Korán 55:14–15
Bůh také naučil Adama jména všech živých tvorů a stvořil z jeho žebra ženu, Evu (Korán neuvádí z jaké části těla byla Eva vytvořena, ale islámské příběhy ano). Jako svatební dar jim poté spolu s anděly dal okřídleného koně (pro Adama) a okřídlenou velbloudici (pro Evu). Tato mytická zvířata často vystupují v islámských příbězích.

### Vyhnání z ráje

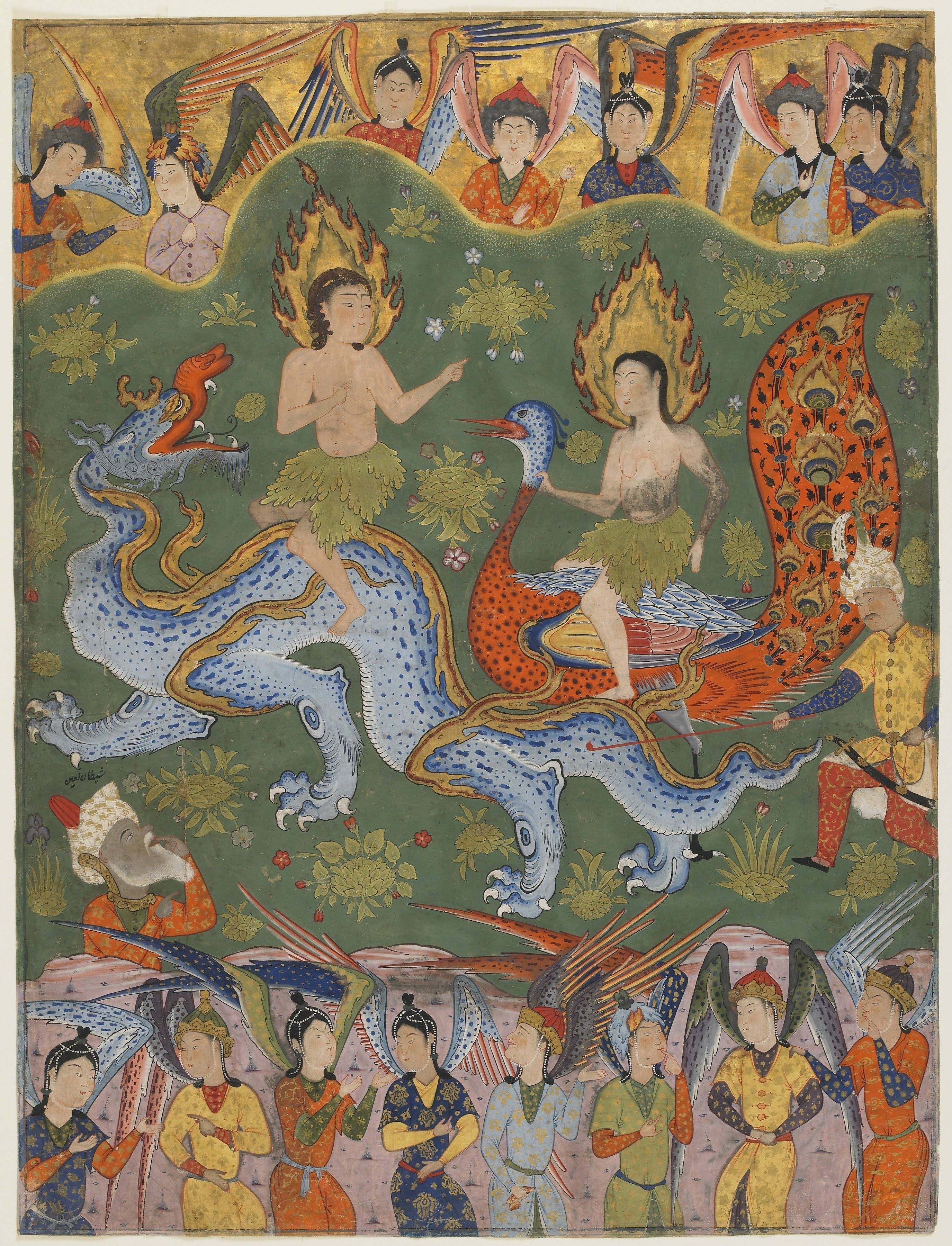
Adam s Evou v mongolském pojetí (viz odlišná mytologická zvířata)

Podle Koránu to byl Adam (popřípadě Adam s Evou), kdo byl v rajské zahradě sveden Iblísem. Na rozdíl od Bible není Eva nikdy jmenována jako první osoba, která by neposlechla Boha a způsobila vyhnání z ráje.
Však satan jim oběma našeptal, aby odhalili to, co dosud před nimi bylo skryto z nahoty jejich, a řekl: „Pán váš zakázal vám tento strom jen proto, abyste se nestali anděly či nesmrtelnými!“ A přísahal jim: „Já vaším rádcem jsem dobrým.“ A takto je mámením svým v bloudění zavedl. A když oba ochutnali ze stromu, odhalila se jim nahota jejich a jali se šíti na sebe oděvy z listí rajského. A zavolal na ně Pán jejich: „Což jsem vám dvěma nezakázal tento strom a neřekl vám, že satan je vaším nepřítelem zjevným?“ Odpověděli: „Pane náš, věru jsme sami sobě ukřivdili; jestliže se nad námi neslituješ a neodpustíš nám, budeme věru z těch, jež ztráta postihla.“ Řekl Pán: „Sestupte z ráje! Jedni druhým nepřáteli budete a na zemi bude místo vašeho pobytu a užívání jen na čas určený!“ A pravil dále: „Na ní žít budete a na ní i zemřete a z ní pak budete vyvedeni.“
Korán 7:20–24
Korán však ujišťuje své čtenáře, že Adam po vyhnání činil pokání a Bůh mu odpustil. I z toho důvodu je Adam považován za velikého proroka.